# Classe Etorofu
La Classe Etorofu (択捉型海防艦, Etorofu-gata kaibōkan) est une classe d'escorteurs de la Marine impériale japonaise construite en début de la Seconde Guerre mondiale.
Les Japonais appelaient ces navires Kaibōkan "navires de défense en haute mer", (Kai = mer, océan, Bo = défense, Kan = navire), navire initialement conçu pour la protection de la pêche, le déminage et l'escorte de convois.

## Conception
La classe Etorofu a d'abord été désignée comme Amélioration de type A de la classe Shimushu. Elle a reçu plus d'armement de lutte anti-sous-marine lors de son lancement : 36 charges de profondeur, avec 6 lanceurs et un mortier de 80 mm. Son armement anti-aérien a très vite atteint les 15 mitrailleuses de Type 96 25 mm AT/AA Gun. Entre 1943 et 1944, la classe est équipée de deux radars (type 13 et 22) et d'un sonar (type 93).

## Les unités
| Nom      | Chantier naval                           | Quille          | Lancement        | Service          | Fin de carrière                                                        |
| -------- | ---------------------------------------- | --------------- | ---------------- | ---------------- | ---------------------------------------------------------------------- |
| Etorofu  | Hitachi Zosen Sakurajima Osaka           | 23 mars 1942    | 29 janvier 1943  | 15 mai 1943      | retiré du service le 5 novembre 1945 Détruit en 1947                   |
| Oki      | Uraga Dockyard Tokyo                     | 27 février 1942 | 20 octobre 1942  | 23 mars 1943     | retiré du service le 20 novembre 1945 Transfert à la Chine (1947-1982) |
| Sado     | Nihon Kōkan Corporation Tsurumi-ku       | 21 février 1942 | 28 novembre 1942 | 27 mars 1943     | coulé le 22 août 1944                                                  |
| Matsuwa  | Mitsui Engineering & Shipbuilding Tamano | 20 février 1942 | 19 avril 1942    | 23 mars 1943     | coulé le 22 août 1944                                                  |
| Fukue    | Uraga Dockyard Tokyo                     | 30 octobre 1942 | 2 avril 1943     | 28 juin 1943     | retiré du service le 5 octobre 1945 Détruit en 1947                    |
| Tsushima | Nihon Kōkan Corporation Tsurumi-ku       | 20 juin 1942    | 20 mars 1943     | 28 juillet 1943  | retiré du service le 5 octobre 1945 Transfert à la Chine (1947-1963)   |
| Mutsure  | Hitachi Zosen Sakurajima Osaka           | 25 juillet 1942 | 10 avril 1943    | 31 juillet 1943  | coulé le 2 septembre 1943                                              |
| Wakamiya | Mitsui Engineering & Shipbuilding Tamano | 16 juillet 1942 | 19 avril 1943    | 10 août 1943     | coulé le 23 novembre 1943                                              |
| Kanju    | Uraga Dockyard Co. Tokyo                 | 8 avril 1943    | 7 août 1943      | 30 octobre 1943  | coulé le 15 août 1945                                                  |
| Hirado   | Hitachi Zosen Sakurajima Osaka           | 2 novembre 1942 | 25 mai 1943      | 30 juin 1943     | coulé le 12 septembre 1944                                             |
| Amakusa  | Hitachi Zosen Sakurajima Osaka           | 5 avril 1943    | 1943             | 20 novembre 1943 | coulé le 9 août 1945                                                   |
| Manju    | Mitsui Engineering & Shipbuilding Tamano | 15 février 1943 | 31 juillet 1943  | 30 novembre 1943 | endommagé le 3 avril 1945                                              |
| Kasado   | Uraga Dockyard Tokyo                     | 10 août 1943    | 9 décembre 1943  | 27 février 1944  | endommagé le 22 juin 1945                                              |
| Iki      | Mitsui Engineering & Shipbuilding Tamano | 5 février 1942  | 5 février 1943   | 31 mai 1943      | coulé le 24 mai 1944                                                   |